# Теренција
Теренција (лат. Terentia; 98. п.н.е-6.н.е) била је супруга великог римског оратора Марка Тулија Цицерона. Играла је кључну улогу у његовој политичкој каријери, и као донатор и као ватрени поборник његових циљева.

## Порекло
Теренција је рођена у богатој плебејској породици истог имена. Можда је била ћерка Теренција Варона, који су били најважнија сенаторска грана те породице. Ово сугерише чињеница да је Цицерон имао рођака са надимком Варо и пријатеља по имену Марко Теренције Варо. Овај Варо имао је кућу у близини Арпинума недалеко од Цицеронове родне куће. Стога, ако је Теренција заиста била кћи Вара, Цицеронове везе са овом породицом можда су утицале и на његов брак са Теренцијом.
Теренција је имала једну полусестру по имену Фабија, која је била Весталка, и кћер патриција по имену Фабије. Ако се Теренцијина мајка прво удала за плебејца Теренција, тада је Теренција била старија сестра и вероватно једини наследник очевог имања. Након очеве смрти, Теренција је постала невероватно богата.
Била је обдарена огромним миразом, који је обухватао најмање два блока станова у Риму, парцелу шуме у предграђу Рима и велику фарму. Станови и пољопривредна добра су доносили значајан годишњи приход. Постоје докази да је Теренција имала много земље у своје име. Поред јавног земљишта које је поседовала, Теренциа је стекла велико шумско имање међу многим другим инвестицијама.  Такође је поседовала село које је намеравала да прода у кризи током прогонства Цицерона.
Њен укупни мираз био је 400.000 сестерција, што је био тачан износ потребан човеку да се кандидује за сенатора. Пошто је Цицерон још увек био под влашћу свог оца лат. paterfamilias, он још није имао сопствене имовине. Стога је Теренцијин мираз вероватно искоришћен за финансирање његове политичке каријере.

## Брак, породични живот и деца
Теренција је имала око 18 година када се удала за Цицерона 79. или 80. године пре нове ере. Поред везе између Цицерона и породице Теренција, Теренција се вероватно удала за њега, јер је Цицерон био младић у успону лат. novus homo пред којим је била обећавајућа политичка каријера. Удала се за Цицерона у sine manu браку, доносећи са собом мираз и своје приватно власништво. Док је мираз прешао под контролу Цицероновог оца, а касније и самог Цицерона, Теренција је сама водила послове свог приватног власништва уз помоћ свог старатеља Филотима.
Теренција је била задужена и за вођење породичних послова. Поред тога што је робовима додељивала задатке попут ткања и кувања, Теренција је озбиљно вршила приношење жртава боговима и исказивање исправне побожности. Цицерон се у неколико преписки позива на њено редовно богоштовање; у једном писму он описује њену побожност као чин чисте посвећености. У другом, Цицерон се шали да би Теренција требало да жртвује богу који га је толико разболео да се ослободио узнемирености. Цицеронова шала указује да је велики део тих обавеза у домаћинству оставио у рукама своје жене. Такође је била укључена у одржавање важних односа са Цицероновим пријатељима и породицом. Године 68. Цицерон и Теренција позвали су Цицероновог брата Квинта Тулија Цицерона и његову нову супругу Помпонију (сестру Цицероновог пријатеља Атикуса) како би побољшали и учврстили брак. У писму из тог времена Цицерон пише да је Теренција подједнако посвећена Атику и његовој породици као и Цицерон.
Тулија, кћерка Теренције и Цицерона, рођена је 78. године пре нове ере. Пошто су у то време већ били у браку две године без деце, вероватно је да пар није био баш плодан. Њихов син Марко Тулије Цицерон Млађи рођен је тек 65. године пре нове ере. Недостатак плодности такође сугерише чињеница да је и сама Тулија имала проблема са зачећем деце касније у животу.
Године 51., када је Цицерон отишао због проконзултата у Киликију, Тулија је била неудата и требао јој је трећи муж. Пошто Цицерон није могао да јој уговори брак, осим преко писама, Теренциа је била кључна за проналазак одговарајућег мужа за Тулију. Сам Цицерон пише да је дозволио пару да донесе одлуку без његовог даљњег одобрења. Стога је Цицерон морао унапред дати свој пристанак за брак, јер се римски грађанин није могао вјенчати без одобрења старешине породице.  Теренција је била одговорна и за плаћање Публију Корнелију Долабели друге рате Туллијиног мираза 48. године пре нове ере, када је Цицерон имао финансијских проблема.
Будући да је Цицерон био Помпејев, а Долабела Цезаров присталица, свака одлучујућа вест о грађанском рату значила је да се ситуација погоршава за једног од њих. Теренција и Тулија имале су снажну везу која им је помогла да истрају у бурном времену грађанског рата.

## Цицероново изгнанство и породична криза
Године 58. п. н. е., Цицерон је протеран из Рима због наводног илегалног погубљења римских грађана у завери Катилине. Публије Клодије Пулхер донео је закон с циљем да се освети Цицерону због чињенице да је поништио Клодијев алиби у афери Бона Деа. Плутарх нам у паралелним животима говори да је Цицерон био присиљен да сведочи против Клодија од стране Теренције, како би доказао да није имао афере са Клодијом (Клодијева сестра). Међутим, ову причу је највероватније измислио или сам Плутарх или неки од клеветника Цицерона. Плутархове намере биле су да прикаже Теренцију као властољубиву супругу и на тај начин прикаже Цицерона као слабог човека под контролом своје жене.
По изгнанству, Цицерон је у хаосу оставио своје имање. Теренција је тако била задужена за послове око Цицеронових кућа, вила, прихода и његових робова. Одговорност за васпитање Цицерона Малђег, добробит домаћинства и сигурност Тулије такође је пала на Теренцију. Она је наставила да се понаша као супруга Цицерона иако је његово прогонство легално окончало њихов брак.
И Тулија и Теренција јавно су протестовале против изгнанства. Косу су носиле неуређену и обукле црну одећу за оплакивање. На овај начин обилазиле су куће својих пријатеља у Риму да би стекле симпатије и подршку Цицероновом повратку. Након што је Цицеронову кућу на Палатинском брду спалила Клодијева руља, Теренција се склонила у кућу Весталских девица. Иако је можда боравила и у кући Туллијиног супруга Пиза, вероватно је да је Теренција провела читаво време Цицероновог изгнанства живећи са Фабијом и Весталкама.
За то време, сам Цицерон био је депресиван и помишљао је на самоубиство. Писао је да је несрећан и да више не треба да живи. Често се питао шта треба да ради и очајавао да не може да тражи да Теренција дође код њега јер је она исцрпљена жена. Заиста, Теренција је била веома заузета својим напорима да задобије повратак Цицерона у Рим.
У ранијем писму, Цицерон поздравља Теренцијину неумољиву храброст и упорност. Каже да је чуо колико је Теренција активна од многих својих пријатеља. Ово указује да је Теренција успела да добије широку подршку у име Цицерона. Даље, Цицерон уверава Теренцију да је честито захвалио онима за које му је рекла да су јој помогли. То показује да Теренција не само да је Цицерона обавештавала о свом напретку, већ му је одређивала и улогу коју је играо у свим напорима. Цицерон признаје да нада у његов повратак зависи од Теренције и зато се брине за њено здравље и способност да преузме своје бројне послове.
Међутим, Теренција није открила најгоре детаље Цицерону, вероватно да не би подстакла његову депресију. Сазнао је од П. Валерија да је Теренција била одвучена из Храма Весте у Валеријанску Банку. Терентија је можда претрпела и физичко злостављање у овом инциденту, на шта указује и Цицеронови каснији говори.
Дакле, иако су други попут Атицуса, Тулије, Пизоа и Квинта такође лобирали за Цицеронов повратак, Теренција је била један од најважнијих активиста у кризи. Цицерон се успео вратити у Рим 57. године пре нове ере.

## Грађански рат и развод
На почетку грађанског рата између Јулија Цезара и Гнеја Помпеја Магнуса 49. године пре нове ере, и Теренција и Тулија остале су у кући на Палатину (која је већ била обновљена). Тулија је тада била трудна и остала је са мајком јер је њен трећи муж Долабела отишао да се придружи Цезару. Теренција и Тулија одлучивале су саме да ли ће остати у Риму током рата или не, иако се Цицерон бринуо за њихову сигурност.
Током остатка 49. и већег дела 48. године пре нове ере, Теренција је поново била одговорна за управљање породичним финансијама. Међутим, Цицерон је сада био незадовољан начином на који је водила послове и посебно је био критичан према Филотимусовом раду. У Животу Цицерона, Плутарх нам говори да је Теренција била крива за недостатак средстава која је Цицерон требао да плати за своје путовање. Иако је Плутарх био непријатељски расположен према Теренцији, његов рачун подржава писмо Цицерона у коме он можда оптужује Теренцију - некога "коме је превише веровао".
Њихово време раздвајања и напета атмосфера грађанског рата узроковали су да писма Теренције и Цицерона постају све хладнија и резервисанија. Док је Цицерон боравио у Брундизијуму, често је налазио времена да пише Теренцији. Међутим, његова су писма била кратка и неречита, за разлику од већине писама између њих двоје. Пар је имао несугласица око Теренцијиног тестамента 47. године пре нове ере, посебно око тога шта треба оставити својој деци. У исто време, Тулијин брак са Долабелом пошао је лоше јер су његова неверност и њено занемаривање постајали све истакнутији. Цицерон избегава да оптужује Теренцију што је уговорила брак (упркос Цицероновим сумњама у то време), али јасно је да би желео да је одлука тада донесена другачије. Упркос недостатку саосећања и све већој љутњи и сумњичавости према Теренцији, Цицерон јој је и даље поверавао администрацију њиховог домаћинства.
Напетост у њиховом браку довела је до развода 47. или 46. године пре нове ере. Теренција је тада имала око 52 године. Према Хијерониму Стридоненсису, Теренција се касније два пута удавала: њен други муж био је историчар Салуст, а трећи писац и генерал Марцо Валерије Месала Корвин. Али Хијероним је живео много касније, у 4. веку нове ере, а његове тврдње не потврђује ниједан други антички писац. Истакнути познаваоци римске историје, као што је Роналд Симе, оповргавају могућност ова два брака (на пример, обе стварне супруге Месала Корвинуса су познате). Много година је надживела свог бившег мужа, а умрла је у доби од 103 године у 6. години нове ере.